# Unblackened
Albums de Black Label Society
The Song Remains Not the Same
(2011) Catacombs of the Black Vatican
(2014)
Singles
Unblackened  est un live album acoustique du groupe de Heavy Metal Black Label Society. Il a été enregistré  le 6 mars 2013 au Club Nokia de Los Angeles, et est sorti le 24 septembre 2013
Le premier disque est un ensemble de classiques du groupe joués ce jour, et le disque 2 est un mélange de musique live et musique studio avec 6 nouvelles chansons dont 3 sont des ré-enregistrements. L'album annoncé dans un premier temps en 2012 a dû être reculé, à la suite du report du concert. Une version, sortie uniquement en pré-commande, existe contenant un double CD, un DVD du spectacle, une réplique du pendentif de Zakk, un livre photo avec des photos du spectacle sur une couverture personnalisée.

## Liste des titres
Toutes les chansons sont écrites et composées par Zakk Wylde, sauf indication contraire.
| Disque 1 | Disque 1             | Disque 1 | Disque 1 | Disque 1 | Disque 1 | Disque 1 | Disque 1 | Disque 1 | Disque 1 |
| No       | Titre                | Durée    |          |          |          |          |          |          |          |
| -------- | -------------------- | -------- | -------- | -------- | -------- | -------- | -------- | -------- | -------- |
| 1.       | Losin' Your Mind     | 5:47     |          |          |          |          |          |          |          |
| 2.       | The Blessed Hellride | 4:22     |          |          |          |          |          |          |          |
| 3.       | Sold My Soul         | 7:35     |          |          |          |          |          |          |          |
| 4.       | Road Back Home       | 6:09     |          |          |          |          |          |          |          |
| 5.       | Spoke in the Wheel   | 5:16     |          |          |          |          |          |          |          |
| 6.       | House of Doom        | 4:21     |          |          |          |          |          |          |          |
| 7.       | Queen of Sorrow      | 3:47     |          |          |          |          |          |          |          |
| 8.       | Machine Gun Man      | 4:51     |          |          |          |          |          |          |          |
| 9.       | Sweet Jesus          | 4:38     |          |          |          |          |          |          |          |
| 10.      | In This River        | 6:41     |          |          |          |          |          |          |          |
| 11.      | Throwin' it all Away | 11:06    |          |          |          |          |          |          |          |
| 64:33    |                      |          |          |          |          |          |          |          |          |

| Disque 2 | Disque 2                                                         | Disque 2 | Disque 2 | Disque 2 | Disque 2 | Disque 2 | Disque 2 | Disque 2 | Disque 2 |
| No       | Titre                                                            | Durée    |          |          |          |          |          |          |          |
| -------- | ---------------------------------------------------------------- | -------- | -------- | -------- | -------- | -------- | -------- | -------- | -------- |
| 1.       | Takillya (Estyabon)                                              | 1:38     |          |          |          |          |          |          |          |
| 2.       | Won't Find It Here                                               | 8:47     |          |          |          |          |          |          |          |
| 3.       | Rust                                                             |          |          |          |          |          |          |          |          |
| 4.       | Speedball                                                        | 1:04     |          |          |          |          |          |          |          |
| 5.       | I Thank You Child                                                | 5:01     |          |          |          |          |          |          |          |
| 6.       | Stillborn                                                        | 8:24     |          |          |          |          |          |          |          |
| 7.       | Ain't No Sunshine When She's Gone (Bill Withers)                 | 3:31     |          |          |          |          |          |          |          |
| 8.       | Lovin' Woman (Bonus Version)                                     | 5:04     |          |          |          |          |          |          |          |
| 9.       | Sans titre (Unblackened recorded studio version)                 | 4:14     |          |          |          |          |          |          |          |
| 10.      | Song for You (Bonus Version) (Leon Russell)                      | 5:07     |          |          |          |          |          |          |          |
| 11.      | Won't Find It Here (Unblackened recorded studio version)         | 6:55     |          |          |          |          |          |          |          |
| 12.      | Yesterday, Today, Tomorrow (Unblackened recorded studio version) | 4:45     |          |          |          |          |          |          |          |
| 59:56    |                                                                  |          |          |          |          |          |          |          |          |

## Personnel
Musiciens
- Zakk Wylde : chant, guitare, piano
- Nick Catanese : guitare
- John DeServio : basse, chœurs
- Derek Sherinian : piano
- Chad Szeliga : batterie
- Greg Locascio : chant